# Praenuculidae
Praenuculidae — семейство вымерших двустворчатых моллюсков из отряда Nuculida. Виды Praenuculidae жили с раннего ордовика, аренигской стадии до раннедевонского эмсского яруса. Окаменелости представителей семейства Praenuculidae встречаются по всему миру, присутствуя на всех континентах, за исключением Антарктиды. Считается, что виды из этого семейства были сидячими, прикрепленными к субстрату в мелководных водоемах, наполненных морской водой. Они образовывали раковины из арагонита. Семейство Praenuculidae было названо А. Ли Макалистером в 1969 году.

## Описание
Praenuculidae впервые появились в раннем ордовикском периоде и их разнообразие увеличилось примерно от шести родов в раннем ородвике до максимум тринадцати родов в позднем. В результате ордовикско-силурийского вымирания семейство сократилось до трёх родов. К концу девона это семейство полностью вымерло.
Всего в состав таксона включают до семнадцати родов, разделенных между двумя подсемействами, выделенными в 1999 году Терезой М. Санчес. Структура шевронных шарнирных зубов является доминирующей чертой, по которой представители Praenuculidae делятся между двумя подсемействами. Большинство родов Praenuculidae обладают зубами с шевронной вогнутостью, обращенной к внешним сторонам раковины, и острием шеврона, обращенным к умбо. Эти роды объединены в более крупное подсемейство Praenuculinae. Три рода помещены во второе подсемейство Concavodontinae на основе зубцов, имеющих шевронные вогнутости, которые направлены в обратном направлении к центру шарнира и обращены к внешним краям раковины.
В первоначальном описании подсемейств в 1999 г. Cardiolaria не был помещен в конкретное подсемейство из-за неопределенного таксономического положения этого рода. Кардиолярии были помещены в Praenuculidae Макалистером в 1969 году одновременно с оригинальным описанием семейства. В 1997 Джон С. Коуп предложил, что род следует поместить в другом месте подкласса Protobranchia, прежнее название Palaeotaxodonta. И Deceptrix, и Cardiolaria в настоящее время считаются членами семейства Cardiolariidae, созданного Коупом в 1997 году. Род Eritropis ранее включали в семейство, однако в 2000 году Джон К. Коуп перевёл его в новое семейство, Eritropidae.

## Роды
- Concavodontinae
  - Concavodonta
  - Emiliodonta (syn. Emiliania)
  - Hemiconcavodonta
- Praenuculinae
  - Cuyopsis
  - Fidera
  - Ledopsis
  - Palaeoconcha
  - Paulinea
  - Pensarnia
  - Praeleda
  - Praenucula (типовой род)
  - Trigonoconcha
  - Similodonta
  - Villicumia
- incertae sedis
  - Pseudonucula

Помещались в это семейство ранее, но затем были переведены в другие:
- Cardiolariidae
  - Cardiolaria (syn. Honeymania)
  - Deceptrix
  - Inaequidens